# Зайдель, Гилель
Гилель Зайдель (ивр. הלל זיידל‎; 9 октября 1920, Краков, Польша — 14 февраля 1999, Тель-Авив, Израиль) — сионистский деятель, участник антифашистского подполья в Литве и Эстонии, депутат Кнессета в 1974—1981 годах.

## Биография
Родился в Кракове, в многодетной семье Элиэзера Лангермана, «талмид-хахама» из рода Цви Хирша из Зидичева, и Дворы, дочери раввина Дова Аусибеля. В межвоенной Польше являлся активистом сионистского молодёжного движения «Акива» («ха-ноар ха-иври Акива»). Во время Второй мировой войны принимал участие в антифашистском подполье в Вильнюсском гетто и возглавлял еврейское подполье в лагере смерти Клоога под Таллином. В 1945—1947 годах являлся главой движения «Ханоар Хациони-Акива» в Польше и был одним из лидеров движения «Бриха», занимавшегося организацией нелегальной иммиграции евреев из Советского Союза и Польши в Подмандатную Палестину.
С марта 1948 года в Израиле. После репатриации являлся главой секции по абсорбции репатриантов Всемирной конфедерации общих сионистов. В 1952—1973 годах — один из ключевых сотрудников Гистадрута. На протяжении многих лет входил в структуры Прогрессивной партии и Либеральной партии.
В 1974 году избран в Кнессет 8-го созыва от Партии независимых либералов. В феврале 1977 года основал фракцию «Единство» в Кнессете, которая присоединилась к Ликуду. Входил в комитет Кнессета по репатриации и абсорбции, труду и социальным вопросам. В том числе возглавлял подкомитет по исследованию системы образования и школьной реформы, а также подкомитет по резолюции об окончательной реституции для переживших Холокост.
В 1976 году, вместе с членами Кнессета Геулой Коэн, Матильдой Гез, Авраамом Вердигером и Едидьей Беэри, организовал комитет, требовавший восстановления еврейского поселения в Хевроне. Прилагал большие усилия в борьбе за то, чтобы польские власти дали Леопольду Трепперу возможность репатриироваться в Израиль. В 1981 году, во время выборов в Кнессет 10-го созыва, не был включен в партийный список Ликуда, после чего отошёл от политической деятельности.
На пенсии занимался журналистикой, а также юридическим преследованием нацистских военных преступников, ответственных за создание лагерей смерти в Европе. Состоял членом Всемирного совета Яд ва-шем. Оставил книгу мемуаров «Человек перед испытанием: эпизоды Шоа», посвященной событиям Второй мировой войны.
Скончался 14 февраля 1999 года в возрасте 78 лет. Похоронен на кладбище в Холоне.